# Dinardo Rodríguez
Dinardo Alexis Rodríguez Bueno (nacido en Montecristi, República Dominicana, el 8 de junio de 1968) es un exfutbolista profesional dominicano, se desempeñaba en el terreno de juego como delantero y su último club como jugador fue el Club Atlético Pantoja de la República Dominicana, siendo este el primer futbolista dominicano en la historia en jugar a nivel profesional.

## Biografía
Rodríguez inicia su pasión por el fútbol en Mao, en el colegio Salesiano Sagrado Corazón de Jesús, más conocido como el colegio de los padres. En las mañanas Rodríguez estudiaba y en el recreo se dedicaba a la práctica del fútbol con sus compañeros en una de las cuatro canchas del colegio. Para Lalo y sus compañeros era un ambiente deportivo y de formación al cual los acostumbraban los Salesianos. En ese entonces los sacerdotes en Mao eran de nacionalidad italiana y española.

## Trayectoria
Rodríguez es el primer futbolista dominicano en jugar a nivel profesional, firmando contrato con el Club Atlético Rentistas de Uruguay en el año 1994, convirtiéndose en el primer dominicano en también marcar un gol a nivel profesional.

## Selección nacional
Representó la Selección de fútbol de la República Dominicana desde 1989 hasta 2002.
Anotó el primer gol dominicano en Eliminatorias de Copa del Mundo. Esto fue en las Eliminatorias del Mundial USA 1994 en partido celebrado en el Estadio Olímpico Juan Pablo Duarte de Santo Domingo, República Dominicana el 21 de marzo de 1992 contra Puerto Rico (1-2)

## Clubes
| Club                     | País                 | Año         |
| ------------------------ | -------------------- | ----------- |
| UASD FC                  | República Dominicana | 1987 - 1989 |
| UNPHU FC                 | República Dominicana | 1990 - 1992 |
| Club Atlético Dominguito | República Dominicana | 1993 - 1994 |
| Club Atlético Rentistas  | Uruguay              | 1994 - 1995 |
| Moca FC                  | República Dominicana | 1995 - 1999 |
| Club Atlético Pantoja    | República Dominicana | 2000 - 2002 |